# Костел святого Станіслава (Люблін)

## Історія

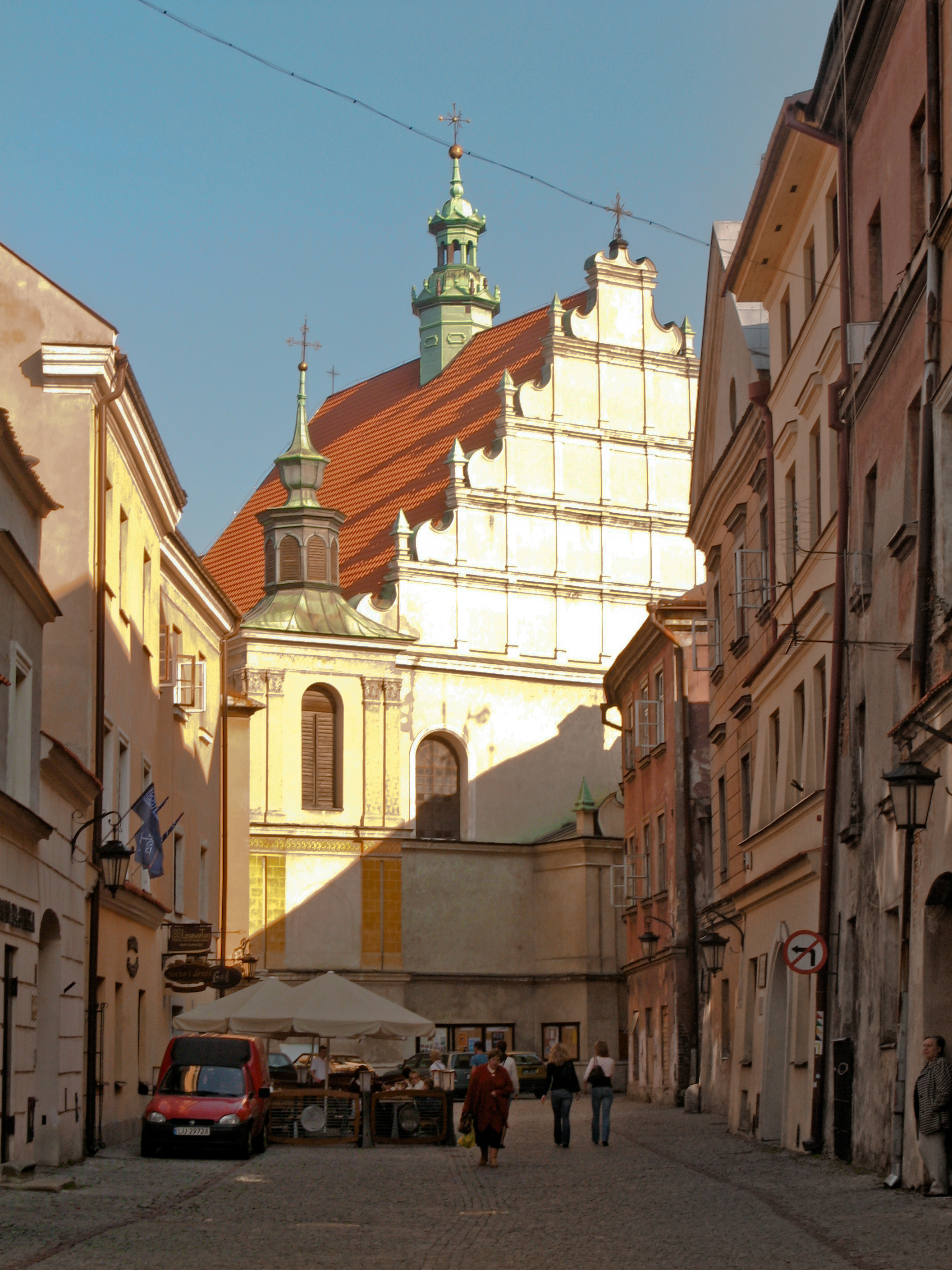
Костел святого Станіслава

Костел та монастир святого Станіслава був споруджений у 1342 році за кошти польського короля Казимира III Великого, на місці дерев'яного храму Святого Хреста. Він був призначений для домініканських ченців, що оселилися у Любліні упродовж XIII століття. У 1569 році після підписання Люблінської унії, в його стінах, на знак подяки було відправлено службу Божу, в якій брав участь польський король Сигізмунд II Август.
Велика пожежа 1575 року завдала значної шкоди святині. Реставрація на початку XVII століття була заснована на проєкті архітектора Рудольфа Негроні і передбачала будівництво нових склепінних дахів та ренесансного фасаду.
В костелі святого Станіслава від давніх часів зберігалася реліквія — одна з найбільших у світі частин Хреста Господнього. З присутністю цієї реліквії пов'язано багато дивовижних та чудових подій. Одна з легенд розповідає, як хресна хода з хрестом-релікварієм врятувала містот від трагічної пожежі 1719 року. На жаль, ці реліквії, що знаходилися у храмі протягом століть, були викрадені у 1991 році.